# Свет из доба јуре: Надмоћ
Свет из доба јуре: Надмоћ (енгл. Jurassic World: Dominion) амерички је научнофантастични авантуристички филм из 2022. године, режисера Колина Тревороуа према сценарију који су написали Тревороу и Емили Кармајкл. Наставак је филма Свет из доба јуре: Уништено краљевство (2018), шести је филм у франшизи Парк из доба јуре и трећи је филм у серијалу Свет из доба јуре. Филм су продуцирали Френк Маршал и Патрик Краули, док је Стивен Спилберг био извршни продуцент.
У главним улогама су Крис Прат, Брајс Далас Хауард, Сем Нил, Лора Дерн, Џеф Голдблум, Џастис Смит, Данијела Пинеда, Џејк Џонсон, Омар Сај, Изабела Сермон и Бредли Вонг. Радња је смештена четири године након догађаја из претходног филма, док диносауруси живе и лове заједно са људима широм света. Снимање је почело у Канади у фебруару 2020. године и преселило се у Енглеску следећег месеца. Снимање је прекинуто у марту због пандемије вируса корона, а настављено је у јулу исте године. 
Филм је премијерно приказан 23. маја 2022. у Мексико Ситију, док је у америчким биоскопима издат 10. јуна исте године. Добио је углавном негативне рецензије критичара, који су похвалили глуму, акционе сцене и визуелне ефекте, али су критиковали причу и темпо филма. Самостални наставак, Свет из доба јуре: Поново рођени, премијерно је приказан 2025. године.

## Радња
Четири године након инцидента на Локвудовом имању и катаклизмичне вулканске ерупције на Острву Нублар, преживели диносауруси слободно лутају Земљом, изазивајући еколошке катастрофе. Усред глобалних напора да се контролишу инвазивне врсте, Biosyn Genetics, којим управља Луис Доџсон, успоставио је резерват диносауруса који се налази у Доломитима где спроводе истраживања геномике, наводно тражећи револуционарне фармаколошке и агрономске примене.
Клер Диринг, Зија Родригез и Френклин Веб су и даље у Групи за заштиту диносауруса и истражују илегалне локације за узгој диносауруса, док Клерин партнер, Овен Грејди, проналази и премешта диносаурусе луталице. У својој удаљеној колиби у планинама Сијера Невада, Клер и Овен тајно одгајају 14-годишњу Мејзи Локвуд, биогенетску унуку Бенџамина Локвуда, док је штите од корпорација за генетско истраживање са подлим плановима. Када Плава, велоцираптор коју је Овен одгајио, неочекивано стигне са младунчетом којег је добила бесполним размножавањем, Мејзи га именује Бета. Пошто је све више фрустрира повучени начин живота, Мејзи се искрада. Доџсонови послушници је киднапују и заробљавају Бету. Овен и Клер одмах крећу у акцију спасавања.
На другим местима, огромни ројеви џиновских скакаваца уништавају усеве. Палеоботаничарка др Ели Сетлер примећује да усеви узгајани помоћу Biosyn семена остају непоједени, што изазива сумњу да су они створили инсекте. Ели доноси ухваћеног скакавца свом бившем партнеру, палеонтологу др Алану Гранту. Они утврђују да је скакавац генетски модификован са ДНК диносауруса из периода креде и савремених миграторних скакаваца.
У међувремену, Френклин, сада у јединици за опасне врсте ЦИА-е, обавештава Клер и Овена да су Мејзи и Бета вероватно одведени на Малту. По доласку, они се инфилтрирају на црно тржиште диносауруса, у пратњи Овеновог бившег колеге из Света из доба јуре, Берија Сембенеа, који ради за француску обавештајну службу и предводи рацију. Диносауруси месождери се ослобађају током напада, изазивајући нереде. Уз Беријеву помоћ, сазнају да су Мејзи и Бета превезени у Biosyn. Карго пилоткиња Кејла Вотс пристаје да их одвезе тамо.
Теоретичар хаоса др Ијан Малколм, који сада ради за Biosyn, тражио је Елину помоћ да разоткрије Доџсона након што је директор комуникација Ремзи Коул открио Доџсонове илегалне активности. Откривено је да Доџсон искоришћава генетику диносауруса, укључујући да је бивши генетичар из InGen-а др Хенри Ву модификовао трансгене скакавце како би избегавали Biosyn усеве као средство за контролу светске залихе хране. Ву сада осуђује овај план, наводећи да ће изазвати глобалну глад док се скакавци неконтролисано шире. Ву среће Мејзи и објашњава да је његова бивша колегиница, др Шарлот Локвуд, преминула ћерка Бенџамина Локвуда, користила сопствени ДНК да клонира и роди генетски идентичну ћерку. Шарлот је променила Мејзину ДНК како би спречила да наследи смртоносну болест коју је имала. Ву верује да су Мејзино и Бетино бесполно зачеће, заједно са њиховим ДНК, кључни за стварање патогена који ће зауставити епидемију скакаваца.
Кецалкоатли напада Кејлин авион у ваздушном простору Biosyn-а, узрокујући да се Овен и Кејла сруше док се Клер катапултира из авиона. Након одвојених сусрета са теризиносаурусом и пирораптором, њих троје се поново удружују. Унутар Biosyn-а, Ијан и Ремзи спроводе Ели и Алана како да приступе ограниченој лабораторији да би добили узорак ДНК скакаваца. Док су тамо, наилазе на Мејзи, која жели да оде са њима. Откривши пробој у систему, Доџсон спаљује скакавце како би уништио доказе, али многи запаљени успевају да побегну, изазивајући шумски пожар и присиљавајући евакуацију на целом месту.
Алан, Ели и Мејзи једва успевају да побегну из објекта пре него што су пронашли Иана. Затим упознају Овена, Клер и Кејлу. Доџсон бежи са ембрионима диносауруса преко хиперпетље, али бива заробљен у тунелу и убијају га три дилофосауруса. Електронски неуронски импланти призивају диносаурусе да их заштите од ватре, док Овен лоцира и успава Бету. Група, заједно са Вуом, бежи у хеликоптеру усред битке између гиганотосауруса, теризиносауруса и тираносауруса из првог парка. Ели и Алан обнављају своју везу пре него што сведоче заједно са Ијаном и Ремзијем против Biosyn-а. Овен, Клер и Мејзи се враћају кући и доводе Бету код Плаве. Ву развија и ослобађа патоген за искорењивање скакаваца. Широм света, диносауруси се прилагођавају новој коегзистенцији са људима, док Уједињене нације проглашавају долину Biosyn међународним уточиштем диносауруса.

## Улоге
| Глумац             | Улога          |
| ------------------ | -------------- |
| Крис Прат          | Овен Грејди    |
| Брајс Далас Хауард | Клер Диринг    |
| Сем Нил            | др Алан Грант  |
| Лора Дерн          | др Ели Сетлер  |
| Џеф Голдблум       | др Ијан Малком |
| Деванда Вајз       | Кејла Вотс     |
| Мамаду Ати         | Ремзи Коул     |
| Кембел Скот        | др Луис Доџсон |
| Бредли Вонг        | др Хенри Ву    |
| Омар Сај           | Бери Сембене   |
| Џастис Смит        | Френклин Веб   |
| Данијела Пинеда    | Зија Родригез  |
| Изабела Сермон     | Мејзи Локвуд   |
| Дичен Лакман       | Сојона Сантос  |
| Скот Хејз          | Рејн Делакорт  |